# Doeringiella silvatica
Doeringiella silvatica är en biart som beskrevs av Holmberg 1886. Doeringiella silvatica ingår i släktet Doeringiella och familjen långtungebin. Inga underarter finns listade i Catalogue of Life.